# Servicios Eléctricos del Gran Buenos Aires
Servicios Eléctricos del Gran Buenos Aires (SEGBA) fue una empresa pública argentina encargada de la generación, transmisión, distribución y comercialización de energía eléctrica para la entonces Municipalidad de la Ciudad de Buenos Aires (luego como Ciudad Autónoma de Buenos Aires), su conurbano en la Provincia de Buenos Aires y el Gran La Plata.
Su origen se produce en 1958 como una necesidad de unificar y federalizar la prestación de un servicio que hasta ese momento dependía de empresas privadas (CADE, CEP y CIAE).
Inicialmente la empresa fue mixta, teniendo el Estado Nacional la propiedad del 80 %, mientras que las empresas privadas CADE y CEP la integraban con el 20 % restante. La CIAE se mantuvo como empresa privada, aunque bajo régimen de concesión nacional. Paralelamente desde el Gobierno se impulsaron planes hidroeléctricos y nucleoeléctricos para solventar el nivel de demanda de energía.
En 1961 el Gobierno nacional compró las acciones correspondientes a las empresas privadas y, en 1979, el Estado adquiere los bienes de la CIAE integrando su infraestructura a la de SEGBA.
Finalmente, el desgaste de la infraestructura desembocó en una grave crisis de abastecimiento durante los años 1988 y 1989, caracterizada por significativos cortes programados en todo el Sistema Interconectado Nacional. Durante el Gobierno de Carlos Menem se aprobó la desintegración vertical del esquema en tres segmentos (generación, transmisión y distribución) para su posterior privatización. Así la empresa estatal SEGBA quedó dividida en siete unidades de negocios: cuatro empresas generadoras y tres distribuidoras (EDESUR, EDENOR y EDELAP). El proceso de privatización se extendió durante todo 1992. SEGBA sobrevivió como ente residual en liquidación hasta 1998.

## Antecedentes
Antes del surgimiento de Segba en 1958, el servicio eléctrico en Buenos Aires había sido prestado por diversas empresas. La Compañía Alemana Transatlántica de Electricidad (CATE), había acordado una concesión por 50 años en 1907. En 1921 transfirió su contrato a la Compañía Hispano Americana de Electricidad (CHADE), que a raíz de las dificultades derivadas de la guerra civil española cambió su denominación en 1936 y pasó a llamarse Compañía Argentina de Electricidad (CADE). La Compañía Ítalo Argentina de Electricidad (CIAE) era otra de las empresas que compartían el área geográfica correspondiente al Gran Buenos Aires y La Plata.

## Orígenes
Durante el gobierno de Juan Domingo Perón se creó la Dirección Nacional de Energía, En 1945 se decretó su reestructuración, y se crearon bajo su dependencia varios entes autárquicos entre lo que estaba Centrales Eléctricas del Estado (CEDE), cuyo objetivo fue proyectar, construir y operar varias centrales eléctricas en todo el territorio nacional, además de las estaciones transformadoras, las redes de transporte y distribución asociadas a la generación de las centrales.
Asimismo la Constitución de 1949, promovió un giro rotundo en materia energética, dado que el artículo 40 dispuso la propiedad imprescriptible e inalienable de la Nación de sus recursos naturales. Esta Constitución fue derogada en 1956, pocos meses después de iniciada la dictadura autodenominada Revolución Libertadora.
Este proceso se completa en 1950 con la creación de Empresas Nacionales de Energía (ENDE), como empresa del estado formada por la unión de las Direcciones Generales vinculadas a temas energéticos, —Yacimientos Petrolíferos Fiscales, Agua y Energía Eléctrica, Gas del Estado, Combustibles Vegetales y Derivados, Combustibles Sólidos Minerales—, a fin de consolidar la orientación de la política energética. Cada una de estas empresas conservó su nombre, con el agregado de la sigla ENDE, y su perfil individual, pero su funcionamiento quedó integrado a un único sistema energético estratégico. Una de las funciones de la ENDE era impulsar el desarrollo de generación de energía alternativa a las centrales térmicas basadas en combustibles fósiles.

## Década de 1950
En los años cincuenta se crea también la CNEA (Comisión Nacional de Energía Atómica).  Durante el Gobierno de Juan Domingo Perón, se realizaron en el marco del Primer Plan Quinquenal, grandes obras de infraestructura en todo el país: se interconectan las Centrales Puerto Nuevo (CADE) y Nuevo Puerto (CIADE) con lo que se logra un sistema interconectado de generación en el ámbito de la Capital Federal y el Gran Buenos Aires. Además a través del Primer Plan Quinquenal se llevaron a cabo un conjunto de importantes obras públicas, en el área energética y las industrias pesada y minera, acompañándolos con un mejoramiento en la infraestructura, es decir en los transportes, caminos y obras hidroeléctricas, destinadas a modernizar la infraestructura del país, necesaria para el proceso de industrialización acelerado que su Gobierno desarrollista promovía.
Durante el peronismo se finalizó la construcción de los diques y las centrales hidroeléctricas Escaba (en la provincia de Tucumán), El Nihuil (en la provincia de Mendoza) y Los Quiroga (en la provincia de Santiago del Estero). Paralelamente se inició la construcción 6 diques-usinas en Córdoba, 6 en Catamarca, 4 en Río Negro y 3 en Mendoza. Las obras más importantes fueron los diques Florentino Ameghino, Las Pirquitas, Los Molinos y La Florida. En el del Sur, principalmente mejoró la red de distribución desde Río Negro hasta la ciudad de Bahía Blanca, y en el del Este, Chascomús-Dolores, también se programaron en 1951 trabajos de construcción de trece nuevas usinas, para 1952 hallaban en ejecución el tendido de 900 km de líneas de Alta Tensión. En 1954 ya estaban licitadas las primeras obras del nuevo sistema de la costa atlántica. Entre 1945 y 195t la potencia en las centrales eléctricas, aumentó un 88,5%, en el mismo lapso la facturación de la energía operada creció en el 85 % (la habilitación de las centrales de Necochea y Pehuajó, tuvieron gran incidencia al respecto). A través del prpgrama se avanzó en terminar un amplio plan de modernización en el que se destacaba la denominada Central Costanera. Agua y Energía Eléctrica (AyEE), La empresa estatal creada en 1947 AAyE en 1951 comenzó la construcción de la usina termoeléctrica en San Nicolás mientras planeaba otra en el Dock Sud para que ambas abastecieran al Gran Buenos Aires.
Hacia el final de la década de 1950, la potencia instalada alcanzaba 2287 MW y el 11% correspondía a generación hidráulica. Por un lado incidieron el crecimiento demográfico y la consecuente demanda domiciliaria, sobre todo en los centros urbanos y en el Gran Buenos Aires. Con los criterios de justicia social y de bienestar público, la política de redistribución del ingreso aplicada hasta 1955 también estimuló un mayor acceso de los sectores populares a bienes y servicios que requerían un mayor consumo de energía eléctrica.
Sin embargo, el plan de inversiones y obras fue frenado tras la instalación en el poder del dictador Pedro Eugenio Aramburu, tras el golpe de Estado de 1955, que derrocó al presidente legítimo Juan Domingo Perón.  Aramburu instaló a colaboradores y familiares cercanos en la dirección de la empresa, dando lugar a hechos de corrupción que lo involucraron a él y a su familia.
En octubre de 1958 Arturo Frondizi, Del Río da cuenta de los datos históricos que señalan que Frondizi tenía un arreglo con las empresas eléctricas antes de ser elegido.Frondizi crea una nueva empresa mixta de electricidad para brindar servicio a Capital Federal y los partidos de Almirante Brown, Avellaneda, Berisso, Brandsen, Cañuelas, Ensenada, Esteban Echeverría, Florencio Varela, Lanús, La Plata, Lomas de Zamora, Magdalena, Quilmes y San Vicente. Mediante la Ley N.º 14.772. 
Establece Segba (Servicios Eléctricos del Gran Buenos Aires), integrada por la CADE y el Estado quien aportó nuevamente a la empresa el capital formalmente recibido, quedando liberados los accionistas privados de realizar inversiones, y reconociéndole a la CADE el 72% del capital y al Estado nacional el restante 28%. Respecto de las tarifas el acuerdo estableció que las mismas debían garantizar una ganancia no inferior al 8% anual. Tres años después la operación se completó cuando el propio Frondizi ordenó que el Estado le comprara todas las acciones a la CADE, retirándose de este modo de la concesión con un enorme beneficio que en los hechos dejaba sin cumplir la "cláusula de reversión" de 1907.

La CIAE no integró SEGBA y se mantuvo como empresa privada sometida al régimen de concesión. Mediante decreto del 14 de septiembre de 1961, el Gobierno nacional compró las acciones correspondientes a las empresas privadas CADE y CEP, con lo cual se produjo la estatización total de la compañía. Arturo Frondizi aprobó un nuevo convenio de concesión con la CIAE, sin límite de duración,  donde se le garantizaba un porcentaje mínimo de rentabilidad, asegurándole una utilidad neta sobre el total de sus inversiones en bienes de uso, los que serían revaluados anualmente. El Estado se convertía en avalista de los préstamos que tomara la CIAE. El convenio fue aprobado por el decreto 5.571 del presidente Arturo Frondizi, Roberto T. Alemann y Jorge Wehbe.
En 1962, el presidente José María Guido nombró como ministro de Economía a Federico Pinedo (hijo) que aumentó las tarifas de servicios públicos, beneficiando a la Chade.― Pinedo había sido previamente abogado y representante de la Chade durante la Década Infame―, quien implantó un «shock económico» e hizo aumentar la cotización del dólar de 83 a 138 pesos.
A pesar de las altas tarifas impuestas por Federico Pinedo, los cortes eran frecuentes, lo que sirvió para ocultar las deficiencias de la CIAE, que tenían grandes problemas para prestar el servicio ante el deterioro de los equipos. Aunque esta situación era causal de rescisión inmediata, cualquier indemnización era un excelente negocio para la empresa como pésimo para el Estado ya que la mayor parte de los activos estaban amortizados. Las promesas de inversión de 1961 recién se concretaron en 1967 (dictadura de Onganía) cuando el Estado aceptó avalar la compra de equipos Brown Boveri (del mismo grupo Motor Columbus) pagados mediante créditos del Banco Industrial.

## Décadas de 1960 y 1970

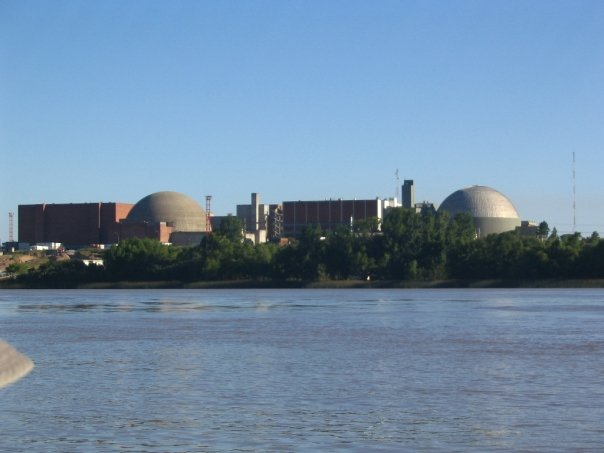
Vista de la central nuclear Atucha I (Zárate). Su construcción se inició en 1968 y finalizó en 1974. Fue la primera central nuclear de Latinoamérica.

La población del Gran Buenos Aires, área de alcance de los servicios de SEGBA, varía de 6 739 045 habitantes en 1960 a 9 766 030 habitantes en 1980. Este crecimiento demográfico produce un incremento directamente proporcional en la demanda de servicios, entre ellos el de la energía eléctrica, que a su vez se veía afectado por el uso creciente de artefactos eléctricos hogareños. La satisfacción a esta demanda creciente se canalizó mediante la recuperación de anteriores proyectos de grandes centrales, la ejecución de obras que habían sido postergadas y el diseño, ejecución y puesta en marcha de nuevos proyectos.
En 1966 entra en operación la Central Costanera, con una generación de 600 MW.
En 1967, por Ley N.º 17.574, se crea la Empresa Hidroeléctrica Norpatagónica Sociedad Anónima (HIDRONOR) para la construcción y operación en la zona del Comahue de las centrales El Chocón-Cerros Colorados, las estaciones complementarias y la red de Interconexión de 500 MW. En 1968 la CNEA comienza la construcción de la Central Nuclear Atucha I, y se realizan los estudios para la interconexión eléctrica Argentina-Uruguay, a partir de los cuales ambos países firman el Acuerdo de Interconexión Energética sancionado por el Congreso Nacional en agosto de 1975 y promulgado mediante la Ley 21011.
En 1972 se inaugura y entra en servicio la central hidroeléctrica de Cabra Corral.
En 1973 Juan José Taccone es designado presidente de SEGBA. Impulsa la participación de los trabajadores en la gestión empresaria y la nacionalización de la Compañía Italo Argentina de Electricidad (CIAE).  Durante este período se logra ejecutar el 80 % de los planes de obras previstos y se consiguen entregas récord de energía eléctrica a la red y reducción de los cortes de suministro. La experiencia de autogestión concluye en 1976, cuando el nuevo Gobierno militar desplaza al personal sindicalizado y designa a un Interventor. En el marco de este proceso fueron detenidos desaparecidos 11 trabajadores, entre ellos Oscar Smith, entonces secretario general de Luz y Fuerza Capital Federal.
La etapa histórica denominada tercer peronismo, (1973-1976), se caracteriza por la entrada en funcionamiento de varias centrales de generación. Así, la CNEA finaliza la construcción de la Central Nuclear Atucha I, que fue conectada al Sistema Eléctrico Nacional el 19 de marzo de 1974 por el presidente Juan Domingo Perón, convirtiéndose en la primera central nuclear de América Latina. El mismo año comienza la construcción de la Central Nuclear Embalse en Córdoba.

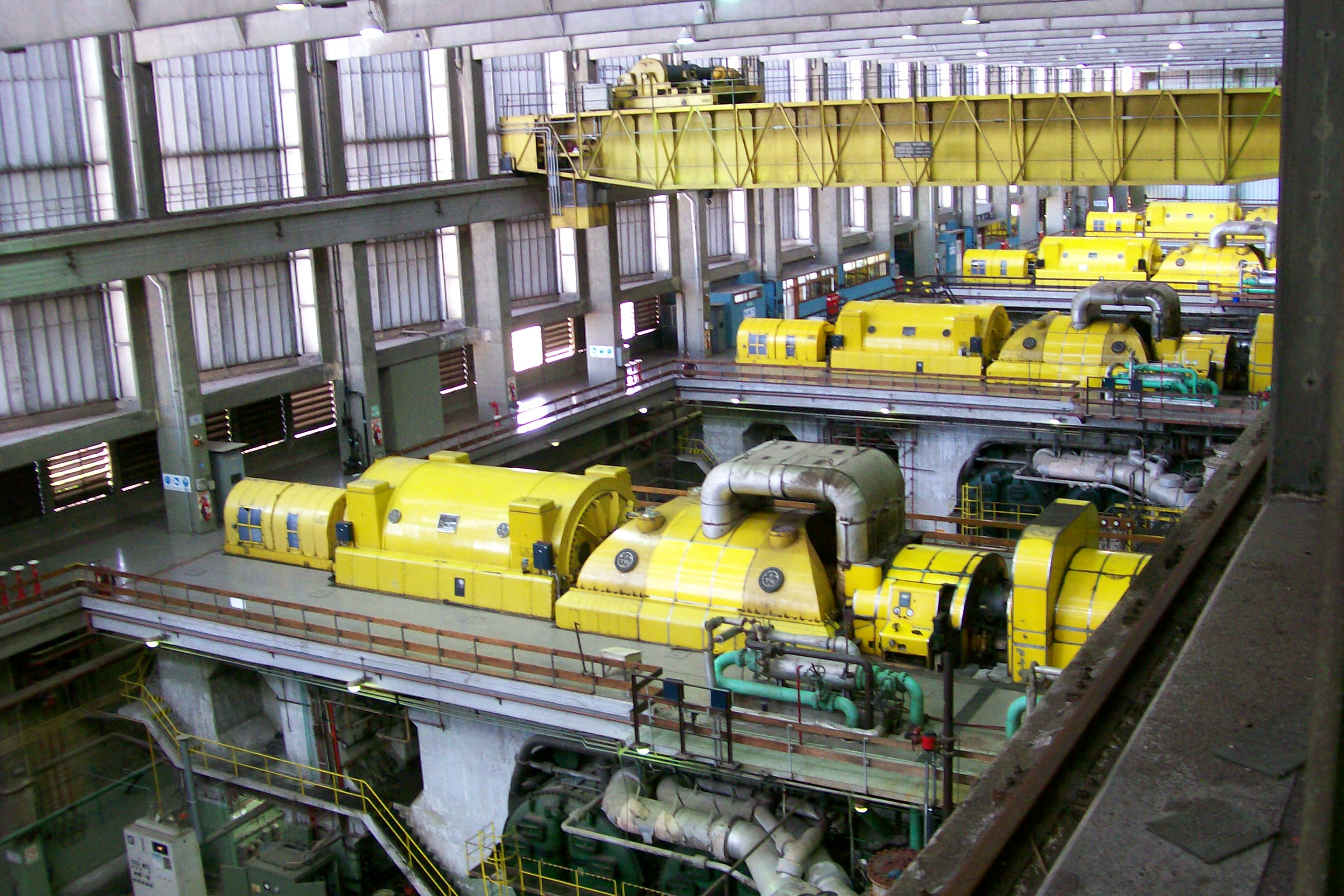
Vista de las turbinas BTH de Central Costanera S. A., en la ciudad de Buenos Aires.

En 1972, mediante el decreto N.º 8562/72 se crea el Despacho Unificado de Cargas con la misión de mejorar el servicio de suministro de energía mediante la articulación y coordinación de los distintos actores del sistema.
Ese mismo año se decide la construcción del complejo conocido como Alicopa, integrado por las centrales Alicurá, Collón Cura y Piedra del Águila. En 1979 comienza la construcción de la Central Alicurá, y poco tiempo después comenzó la construcción de Piedra del Águila.
A fines de 1973, Argentina y Paraguay suscriben el Tratado de Yacyretá, mediante el cual acuerdan la construcción de la central hidroeléctrica sobre el Río Paraná.
En abril de 1974 la entidad Binacional Mixta de Salto Grande comienza la construcción de la central binacional. Por su parte, luego de 60 años de servicio los turbo-grupos a vapor instalados en la Central Dock Sud fueron reemplazados por turbinas de gas que por su facilidad de arranque, eran habitualmente destinadas a absorber la carga que se presentaba en las horas del día de mayor demanda.
En 1973 comienza a operar la primera de las dos líneas de extra alta tensión entre las centrales hidroeléctricas del Comahue y Buenos Aires, la línea de transporte de energía entre el sistema Chocón-Cerros Colorados y Ezeiza, con una extensión de 2103 km. y subestaciones de 500kV en El Chocón, Planicie Banderita, Puelches, Henderson y Ezeiza. La segunda línea, entre Alicurá y Abasto, comienza a operar en 1985.
En 1973 con el objetivo de lograra integración de sistemas eléctricos dispersos y potenciar el sistema eléctrico de la zona Norte, inauguró la ampliación de la Central Regional de Chivilcoy, próxima a conectarse con SEGBA en Morón, mediante la línea de Alta Tensión Luján-Morón, importante obra que demandó 200 millones de dólares en inversión.
En el de la zona Sudeste, se inauguró una linea que conectaba el Gran Buenos Aires para ser abastecido por la gran central regional de Necochea.

El 17 de octubre de 1974, en el marco de la celebración del Día de la Lealtad, la presidenta Isabel Martínez de Perón anunció que la CIAE sería argentinizada, al igual que Siemens y Standard Electric, y encomendó al procurador del Tesoro que estudie la legalidad del contrato-concesión. El dictamen del procurador Dr. Edgar Sáa del 30 de diciembre de 1975 determinó que el convenio de 1961 firmado por Arturo Frondizi, lesionaba las concesiones que otorgó el Congreso mediante ley 14.772 a empresas estatales o de propiedad estatal. Según el dictamen, la aprobación de la concesión privada por decreto no era suficiente para conferirle eficacia; y era violatorio del régimen de las actividades eléctricas, todo lo cual ocasionaba su nulidad absoluta. Entre 1973 y 1976 la empresa estatal de electricidad Servicios Eléctricos del Gran Buenos Aires (SEGBA) fue cogestionada por el Sindicato de Luz y Fuerza junto a los directivos de la empresa designados por el Estado,participación de los trabajadores en la dirección de la empresa, al estilo europeo. Y si bien podemos caracterizar al modelo de participación como de cogestión, es indudable que fue mucho más que eso. La presidencia de la empresa y la mayoría de los miembros del “Comité de Autogestión” (así denominado en el acuerdo) –que conducía los destinos de SEGBA– fueron designados por el propio Sindicato. 
Para inicios de los años setenta la estructura de la generación de energía eléctrica, por tipo de equipamiento es: 45% térmico, 44% hidráulico y 11% nuclear; para un total generado de 51000 Gwh.
El 18 de febrero de 1976, mediante el decreto N.º 648, se suspendió el contrato-concesión y se designó un interventor interino a fin de garantizar que la prestación del servicio no sufriera alteraciones.

### Nacionalización de la CIAE

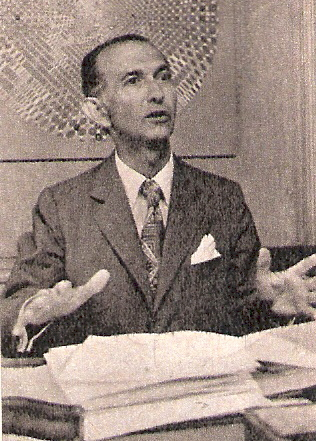
Martínez de Hoz, Ministro de Economía de la última dictadura militar. Durante su gestión se realiza la nacionalización de la CIAE, cuyos activos ya estaban prácticamente amortizados. Él mismo había sido director de la Ítalo.

El golpe de Estado del 24 de marzo de 1976 dio inicio a la última dictadura cívico-militar. Un mes después, mediante el Decreto 223 del 27 de abril de 1976, respecto a los «diferendos planteados entre el Estado Nacional y diversas empresas privadas, nacionales y extranjeras». bajo de órbita del Ministerio de Economía, a cargo de José Alfredo Martínez de Hoz, quien había sido uno de los directores de la CIAE hasta dos días antes de asumir al frente de dicho Ministerio. Por expresa indicación de Martínez de Hoz, la Comisión N° 6 pasó a la órbita del Ministerio de Justicia. Uno de los miembros de la Corte Suprema de Justicia era Alejandro R. Caride, quien antes había desarrollado funciones en la CIAE por órdenes de Jorge Rafael Videla.
El 20 de abril de 1979 mediante la Ley N° 21.984, se formalizó la aprobación del acuerdo entre los representantes de la CIAE y el Estado Nacional. Un mes después, el Decreto N.º 1.139/1979 formalizó la fusión de la CIAE y SEGBA (Servicios Eléctricos del Gran Buenos Aires Sociedad Anónima).
La ex CIAE quedó integrada por completo a SEGBA el 24 de noviembre de 1980, a partir de la aplicación del decreto N° 2396.
Los inmuebles, en muchos casos de gran valor arquitectónico, quedaron en poder del estado nacional. Algunos de ellos fueron reconvertidos a fin de adaptarse a otras funciones, como los que actualmente albergan el centro cultural Usina del Arte o el Museo del Holocausto. Otros fueron reconvertidos en viviendas y otros cumplen aun funciones vinculadas a la prestación del servicio eléctrico.

## Década de 1980
La recuperación de la democracia hizo posible la investigación del proceso de estatización de la CIAE. La política económica de Martínez de Hoz era claramente privatista y la nacionalización de la CIAE iba en sentido opuesto. Entre los directivos o accionistas de la CIAE —que fueron directamente beneficiados por la operación— estaban Francisco Soldati, Roberto Alemann, Nicanor Costa Méndez y José Alfredo Martínez de Hoz, quienes además se encontraban entre los funcionarios de más alto nivel en esos años. La diferencia entre la valuación establecida en 1976, 30 millones de dólares, y el precio final abonado, de 300 millones de dólares, fue una de las evidencias de las maniobras de fraude. Según la Comisión Especial Investigadora creada en el Congreso de la Nación con el objetivo de investigar posibles ilícitos en esta negociación, la operación se concretó a un valor final de 394 millones de dólares.
El 19 de junio de 1975 se suscribe el Convenio Colectivo de Trabajo entre SEGBA y el Sindicato de Luz y Fuerza donde se instituye formalmente el “Comité de Autogestión”.
Entre 1973 y 1976 la empresa estatal de electricidad Servicios Eléctricos del Gran Buenos Aires (SEGBA) fue cogestionada por el Sindicato de Luz y Fuerza junto a los directivos de la empresa designados por el Estado, este modelo de coogestión comenzó en 1973 durante el Gobierno del Dr Héctor Cámpora y continuada por J. Perón quien indicó que en la política energética los trabajadores del sector debían tener plena injerencia en sus asuntos, debido  a la experiencia de los trabajadores energéticos, de su profesionalización y su pleno conocimiento de la actividad. 
En 1954 en el marco de las políticas de industrialización acelerada y el fomento a la industria pesada, siderúrgica. acero, metal mecánica, automotriz, de alta demanda energética comienza a construirse la Central Costanera Sur la central fue puesta en marcha con capital público por Servicios Eléctricos del Gran Buenos Aires S.A., siendo la central térmica más grande Latinoamérica construida hasta entonces, entrando el primer generador en servicio en 1963. constando de cinco grupos de ciclo convencional de 120 MW brutos cada uno. En 1976 fue incorporada una unidad de 350 MW, con material de Babcock and Wilcox e Hitachi, y en 1985 entró en servicio el Grupo 7, con 310 MW de potencia.
En la década de 1970 Segba realizaría diferentes conexiones 
con centrales proveedoras de electricidad con el objetivo de diversificar sus fuentes, en 1973, durante la presidencia de Juan Domingo Perón la entidad Binacional Mixta de Salto Grande comienza la construcción de la central binacional y su finalización parcial permite la interconexión entre Argentina y Uruguay. En la zona del Comahue se habilitan las centrales Planicie Banderita y El Chocón, e Hidronor comienza la construcción de la Central Alicurá. Por Decreto N.º 8562/72 se crea el Despacho Unificado de Cargas (DUC) con la misión de operar y supervisar el Sistema Interconectado Nacional. Por su parte, los turbo-grupos a vapor instalados en la Central Dock Sud fueron reemplazados por turbinas de gas.

### Año 1989
A fines de 1988 y principios de 1989, se produce una crisis energética con cortes, restricciones a la realización de espectáculos nocturnos y la iluminación
Tras la privatización se realizó un reajuste tarifario signado por el traspaso de las tarifas a dólares americanos luego de la privatización, las tarifas se ajustaron a los índices de precios estadounidenses: El USA Consumer Price Index (33%) y el USA Producer Price Index (67%). A su vez, contrario a lo signado por la ley de reforma se llevaron adelante incrementos tarifarios autorizados a partir de 1994 que no estaban previstos en la normativa original.

## Privatización

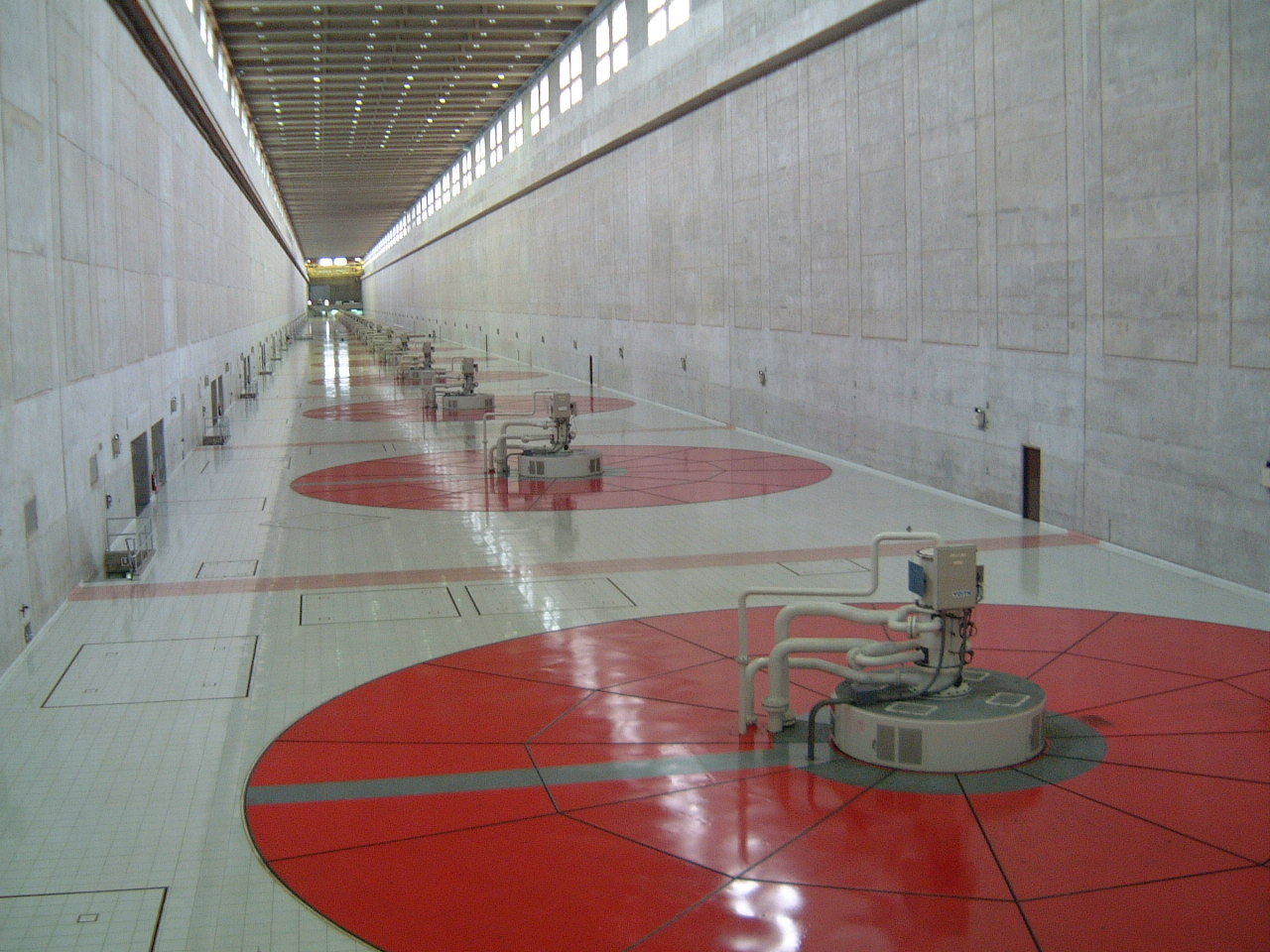
Sala de turbinas de la represa Yacyretá. Desde febrero de 2011 opera a su máxima capacidad de producción de energía permitida por el diseño original.

Entre agosto y septiembre de 1989, se produjo la privatización del sector eléctrico. Dicha privatización sería investigador la justicia debido al pago de coimas y ser vendido a precio vil según la fiscalía, dónde serían procesados varios funcionarios entre ellos José Enrique Rohm cercano al ex ministro José Alfredo Martínez de Hoz quien junto a su hermano Luis Rohm participaron de las privatizaciones de Segba, YpF, Petroquímica Mosconi, Somisa y el Banco Hipotecario entre otros procesos de enajenación de activos del Estado quien permanecería prófugo de la justicia argentina en Estados Unidos.
Luego de las privatizaciones, el ente residual SEGBA S. A. persistió hasta 1998.
El sector eléctrico se particionó en tres segmentos: generación, transmisión y distribución. Tanto la actividad transportista como la de distribución, pasaron a ser monopolios privados. La Asociación del Personal Superior de SEGBA atribuyó a las nuevas empresas concesionadas «falta de inversiones en materia de generación, expresando que en el período 1992-97 las inversiones en generación fueron de u$s 28 millones cuando en realidad deberían haber sido alrededor de u$s 2500 millones. 
Los generadores, transportistas y distribuidores junto con los grandes usuarios mayores (GUMA), menores (GUME), y particulares (GUPA) conformarían los agentes de participación en el negocio eléctrico.
SEGBA fue disuelta y sus tareas quedaron divididas. La distribución de electricidad se dividió en tres áreas, controladas por EDENOR, EDESUR y EDELAP. En junio de 1993 SEGBA transfirió sin cargo, a la empresa TRANSENER las líneas de 500 kV y varias subestaciones. Las unidades de negocio transferidas a los nuevos operadores incluyeron las generadoras Central Puerto, Central Costanera y Central Dock Sud. El 1 de septiembre de 1992 comenzó a operar EDESUR dentro del área de concesión. Esta fue la primera empresa distribuidora en ser privatizada a partir del 1 de abril de 1992. Los apagones afectaron seriamente la imagen de las nuevas empresas, desencadenando sanciones, protestas masivas y cortes de calles por parte de los usuarios afectado.
El Poder Ejecutivo Nacional, mediante el decreto 1507/92, adjudicó el 51 % de las acciones a la oferta presentada por el Consorcio Distrilec Inversora S. A. (DISTRILEC), integrado por Pérez Companc, Chilectra, Enersis, Endesa Chile, PSI y TAICO.
La Empresa Nacional de Electricidad S. A. (ENDESA) y J. P. Morgan International Capital Corporation, se unieron para presentarse como un único oferente para la venta de las acciones clase "A" de EDENOR S. A. El 10 de septiembre de 1992 se realizó la toma de posesión, iniciándose las operaciones de la Sociedad. EDENOR tenía por objetivo la prestación del servicio de distribución y comercialización de energía eléctrica dentro de la zona norte de la Capital Federal y los siguientes partidos de Escobar, San Fernando, San Isidro, San Martín, Tres de febrero, Pilar, Moreno, General Las Heras, General Sarmiento, General Rodríguez, Morón, Marcos Paz y La Matanza.
Por su parte, la Empresa Distribuidora La Plata Sociedad Anónima (EDELAP S. A.), la ex unidad de negocios La Plata de SEGBA, fue entregada en concesión al consorcio COINLE. La sociedad fue constituida por el Decreto N°1795 publicado el 6 de octubre de 1992, y conforme al Contrato de Concesión del 3 de diciembre de 1992 la empresa sería titular de la concesión por un período de 95 años. Este período se dividía en uno inicial de 15 años, que finalizaba el 21 de diciembre de 2007, y ocho más de 10 años cada uno. La concesión facultaba a la sociedad a operar como distribuidor exclusivo de energía eléctrica en seis partidos del sur bonaerense, prestando servicios a un área que rondaba los 5700 kilómetros cuadrados, donde vivían aproximadamente 710 000 habitantes. La privatización de EDELAP S. A. incluía los activos del Centro Operativo Dique. En el caso particular de la empresa SEGBA, el gobierno transfirió 330 millones a las empresas adjudicatarias y cobró 194 millones por la privatización, con lo que no llegó a cubrir con ese precio ni siquiera el valor de las deudas. Así se vendieron las centrales térmicas, las hidroeléctricas, y las líneas de alta y baja tensión. Para el año 2000, aún subsistían problemas como la paralización de las inversiones en generación y la retracción de nuevas inversiones para el sector, provocando un futuro riesgo de desabastecimiento en el mediano plazo. Otros puntos a corregir estaban vinculados al atraso en las expansiones del sistema de transmisión y a la falta de proyectos de integración regional que también generaban incertidumbre en las decisiones de inversión. La familia Caputo incursionó definitivamente en el terreno energético a partir de ese momento. A través de SADESA es la segunda proveedora de energía eléctrica, y es socia mayoritaria de Edesur y Gas Cuyana. En muchos casos el valor base de la licitación no llegaba a cubrir el valor de los edificios y terrenos de la empresa.
Se produjo una reducción drástica de trabajadores con una baja de cerca de 16 000 trabajadores entre 1990 y 1991. La reducción de personal acompañó una estrategia de flexibilización que dio sustento a nuevas formas precarias y flexibles de contratación. A fines de la década del 90 las empresas se enfrentaban graves dificultades económicas y financieras por causa del endeudamiento, pese a las altas tarifas. Esto derivó en una fuerte reducción de la capacidad de inversión y de mantenimiento y consecuentemente en el deterioro del desempeño técnico. Esta situación influyó sobre la calidad de los servicios.
De acuerdo al pliego, EDENOR S. A. y EDESUR S. A. constituyeron en partes iguales la sociedad SACME S. A., encargada del control de movimiento de energía provista a dichas distribuidoras. En 2014, la propiedad de las acciones de la empresa se encontraba a cargo de otras dos empresas, Distrilec, con un 56,35%, y Enersis con el 43,1%.